# الشريفيه الشمالية (حرض)

تعديل مصدري - تعديل

الشريفيه الشمالية هي إحدى قرى عزلة حرض بمديرية حرض التابعة لمحافظة حجة، بلغ تعداد سكانها 996 نسمة حسب تعداد اليمن لعام 2004.